# 福岡ソフトバンクホークス 選手登場曲&ベストセレクション 2013
「福岡ソフトバンクホークス 選手登場曲&ベストセレクション 2013」は、福岡ソフトバンクホークスの選手登場曲を収録したコンピレーションアルバム。
ユニバーサルミュージックから2013年6月26日に発売された。

## 収録曲
1. Trun Up The Music [3:49]
  - 歌 : クリス・ブラウン
2. Danza Kuduro [3:20]
  - 歌 : ドン・オマール feat.Lurenzo
3. PRIDE [4:07]
  - 歌 : 山嵐
4. Try again [3:34]
  - 歌 : ビーグルクルー
5. 陽の光 [4:19]
  - 歌 : GReeeeN
6. いつも笑顔で [3:52]
  - 歌 : ビーグルクルー
7. 僕の宝物 [5:11]
  - 歌 : シクラメン
8. ever free [3:42]
  - 歌 : hide with Spread Beaver
9. 何度でも [3:44]
  - 歌 : DREAM COME TRUE
10. Garden [5:26]
  - 歌 : May J. feat.DJ KAORI、Diggy-MO'、クレンチ&ブリスタ
11. Brave [4:18]
  - 歌 : ナオト・インティライミ
12. vs. 〜知覚と快楽の螺旋〜 [3:49]
  - 歌 : ガリレオ 福山雅治 セッション
13. CUT SOLO [5:18]
  - 歌 : AK-69 feat.HI-D
14. 輝く君のために (球場バージョン) [1:33]
  - 歌 : 桜田マコト